# Course de taureaux ou Novillada à l'Escurial
 Course de taureaux ou Novillada à l'Escurial est une huile sur toile de  Alfred Dehodencq réalisée entre 1849 et 1850 pendant un long séjour en Espagne de  quatorze ans.

## Contexte
Dehodencq était surtout un peintre d'histoire et il le serait resté s'il n'avait pas traversé l'Espagne en route pour le Maroc. Arrivé dans la péninsule ibérique en 1849, avec l'intention de visiter Madrid, le peintre y séjourna jusqu'en 1863 et il envoya en France des toiles qui connurent un franc succès. Parmi celles-ci, la Course de taureaux  eut un grand impact sur Édouard Manet que  l'on soupçonna un temps d'avoir peint « d'après Dehodencq » tant les deux styles sont proches sur le même sujet (la corrida) dans deux tableaux en particulier :  Corrida : la mort du taureau de Édouard Manet réalisée en 1865 et Combat de taureau 1866.

« Manet était préparé depuis longtemps à être fasciné par les courses de taureaux. On sait par Antonin Proust qu'un des tableaux modernes, alors exposé au Musée du Luxembourg, qui l'intéressait le plus était Course de taureaux de Alfred Dehodencq »

— Dehodencq actuellement au Musée des beaux-arts de Pau.

## Description
Ce qui plaisait à Dehodencq dans les courses de taureaux d'arènes de moindre importance que celles de Madrid, était leur emplacement, au milieu du village, sur une petite place entourée de maisons avec des ruines témoignant du passage de l'armée française en 1808.
On y voit la foule qui se presse derrière un amoncellement de charrettes, de pierres, avec des gradins improvisés. Dehodencq ne montre aucune victime : pas de cheval éventré, uniquement des hommes faisant voltiger leur capes devant l'animal.
Alfred Dehodencq faisait partie du cercle d'artistes français du duc de Montpensier en Espagne. Il a produit d'autres œuvres sur la tauromachie qui sont moins connues, notamment de nombreux dessins et croquis. Son deuxième tableau le plus célèbre est Bohémiennes au retour d'une fête en Andalousie qui obtint la médaille d'or au Salon de 1853 et qui est actuellement conservé au musée de Chaumont (Haute-Marne),.